# Hyphessobrycon condotensis

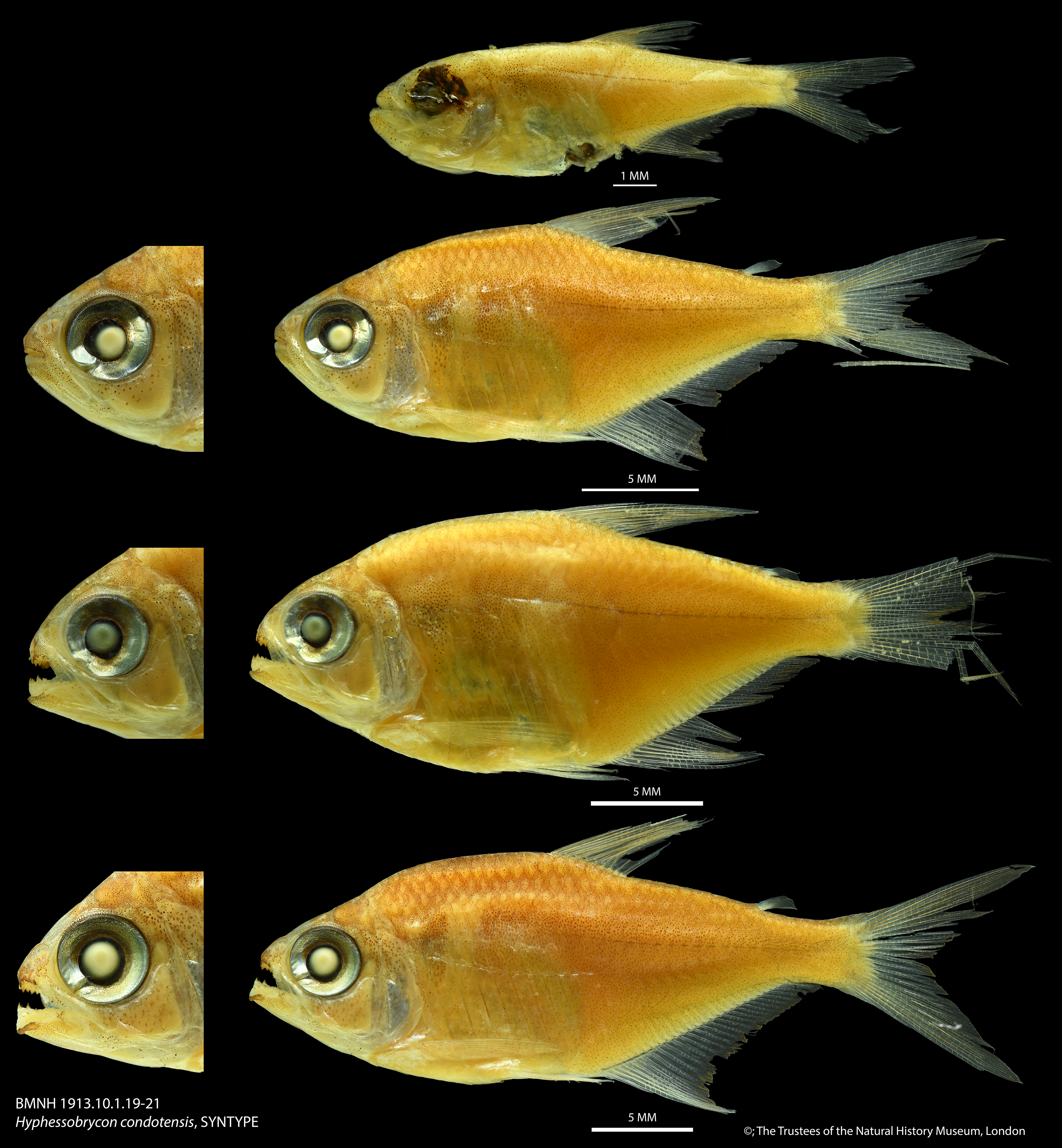
Imatge de diversos espècimens de Hyphessobrycon condotensis.

Hyphessobrycon condotensis és una espècie de peix de la família dels caràcids i de l'ordre dels caraciformes.

## Morfologia
- Els mascles poden assolir 4 cm de llargària total.[4]

## Hàbitat
Viu a àrees de clima tropical.

## Distribució geogràfica
Es troba a Sud-amèrica: conques dels rius Condoto i San Juan.